# Усамљени број
У Теорија бројева,  усамљени број  односи се на позитивни цели број без пријатеља. Ако два позитивна цела броја задовољавају σ (м) / м = σ (н) / н, где је σ (н) функција фактора, тада се називају пријатељи , Ова два цела броја су једна за другом број пријатељства.
На пример (1 + 2 + 4 + 5 + 8 + 10 + 16 + 20 + 40 + 80) / 80 = (1 + 2 + 4 + 5 + 8 + 10 + 20 + 25 + 40 + 50 + 100 + 200) / 200 = 93/40, па 80 и 200 нису усамљени бројеви.
Сви н који задовољавају (н, σ (н)) = 1 су самотни бројеви, па су сви примарни број снага самотни бројеви. н, σ (н) нон - цоприме солитарни бројеви су 18, 45, 48, ... (ОЕИС : А095739). Бројеви попут 10, 14, 15, 20 не доказују да ли је то усамљени број.